# Anavinemina indistincta
Anavinemina indistincta är en fjärilsart som beskrevs av B.C.S Warren 1964. Anavinemina indistincta ingår i släktet Anavinemina och familjen mätare. Inga underarter finns listade i Catalogue of Life.